# Aoi Miyazaki

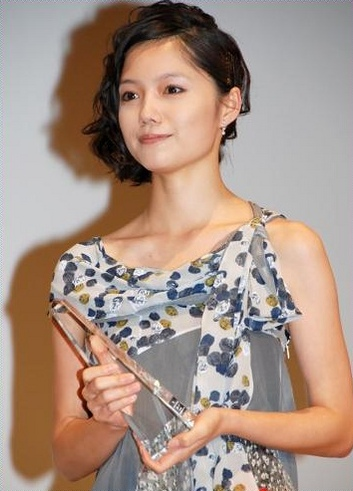
Aoi Miyazaki bei der Verleihung der Élan d'Or awards 2009

Aoi Miyazaki (japanisch 宮﨑あおい Miyazaki Aoi, * 30. November 1985 in Tokyo) ist eine japanische Schauspielerin und Synchronsprecherin (Seiyū), die bereits im Kindesalter als Darstellerin in Werbespots auftrat.

## Leben und Karriere
Als Kinderdarstellerin trat Aoi Miyazaki zunächst in vier Werbespots auf. Bereits im Alter von 14 Jahren begann sie als Schauspielerin zu arbeiten.
Ihr Spielfilmdebüt war 1999 in Ano Natsu no Hi unter der Regie von Nobuhiko Obayashi. Für ihre Darstellung der in Harmful Insect (2002), an der Seite von Yū Aoi, wurde sie zwei Jahre später mit dem Best Actress award ausgezeichnet.
Für ihre Darstellung der Kozue Tamura, 2000 in Eureka, wurde sie in Cannes mit dem Preis der Ökumenischen Jury ausgezeichnet.
Außerdem ist sie für ihre Darstellung der Nana "Hachi" Komatsu, 2005 im Film Nana bekannt, sowie in ihrer Rolle als Keiko Otowa in Children of the Dark, 2008.
In dem Film Hatsukoi war sie 2006 an der Seite ihres älteren Bruders, Masaru zu sehen, der ebenfalls Schauspieler ist.
Als Model war Aoi Miyazaki unter anderem 2008 für das Fashionlabel Giorgio Armani tätig. Weitere Werbeverträge hatte sie als Markenbotschafterin für Shampoo und Telekommunikationsanbieter.

## Privates
Aoi Miyazaki heiratete am 15. Juni 2007 den Schauspieler Sosuke Takaoka (Battle Royal). Das Paar trennte sich 2011 und ließ sich scheiden.
2017 heiratete sie das ehemalige Boygroupmitglied Junichi Okada (V6), mit dem sie bereits in Flowers in the Shadows (2008) und Tenchi: The Samurai Astronomer (2012) gemeinsam vor der Kamera gestanden hatte. Die beiden haben ein gemeinsames Kind.

## Filmografie (Auswahl)
- 1999: One Summer's Day (あの、夏の日)
- 2000: Yodogawa Nagaharu Monogatari Kōbe-hen Sainara (淀川長治物語　神戸篇　サイナラ)
- 2000: Swing Man (sWinGmaN) (2000)
- 2000: Eureka (ユリイカ Yuriika)[4]
- 2002 Harmful Insect (害虫)[1]
- 2002: Tomie: The Final Chapter - Forbidden Fruit (富江 最終章 禁断の果実)[7]
- 2003: Lovers Kiss (ラヴァーズ・キス LOVERS KISS)
- 2004: Aoi Kuruma (青い車, lit. „Blue Car“; englischer Titel: „A Blue Automobile“)
- 2005: Nana (ナナ)[5][7]
- 2006: Su-ki-da (好きだ, lit. „I love you“)
- 2006: Hatsukoi[2]
- 2007: Sad Vacation (サッド ヴァケイション, Saddo Vakeishon)[5]
- 2007: Virgin Snow (初雪の恋 ヴァージン・スノー, Hatsuyuki no koi)
- 2008: Brass Knuckle Boys[5]
- 2008: Flowers in the Shadows (Kagehinataa Ni Saku)[2]
- 2010: Soranin (ソラニン)[7]
- 2011: Tsure ga Utsu ni Narimashite. (ツレがうつになりまして。;
englischer Titel: My So Has Got Depression)
- 2012: Tenchi: The Samurai Astronomer (天地明察 Tenchi Meisatsu)[2]
- 2013: Kiiroi Zou (きいろいゾウ) (2013)
- 2013: Pedal Dance (ペタル ダンス Petaru Dansu)
- 2016: Rage (怒り, Ikari)[8]
- 2017: Kurara: The Dazzling Life Of Hokusai's Daughter[8]
- 2023: In Love and Deep Water (クレイジークルーズ, Kureijī Kurūzu)

## Anime-Synchronstimme
- 2003: Mahō Tsukai ni Taisetsu na Koto (魔法遣いに大切なこと, lit. „Things that are precious to a Mage“; englischer Titel: „Someday's Dreamers“)[7]
- 2006: Origin: Spirits of the Past (銀色の髪のアギト, Gin'iro no Kami no Agito) als Toola[7]
- 2010: Colorful (カラフル), als Shōko Sano[8][7]
- 2012: Ame & Yuki – Die Wolfskinder (おおかみこどもの雨と雪, wörtl. „Die Wolfskinder Ame und Yuki“) als Hana[8][7]
- 2015: Der Junge und das Biest als Kyūta[7]

## Fernsehen
- 2000: Hatachi no kekkon (lit., „Wedding at 20“)
- 2001: Fureh fureh jinsei! (lit., „Proclamated Life“)
- 2006: Junjō Kirari (lit., „Pure Heart“)
- 2008: Atsu-hime (lit., Prinzessin Atsu)
- 2011: Chōchō San

## Musikvideos
- Fly to the Sky – My Angel (2007)
- Rip Slyme – Dandelion